# Forrestopius pamelae
Forrestopius pamelae là một loài tò vò trong họ Ichneumonidae.